# Ramularia anthrisci
Ramularia anthrisci är en svampart som beskrevs av Höhn. 1903. Ramularia anthrisci ingår i släktet Ramularia och familjen Mycosphaerellaceae.   Inga underarter finns listade i Catalogue of Life.